# Mother Mary
Mother Mary es una próxima película de melodrama épico estadounidense escrita y dirigida por David Lowery.

## Premisa
Sigue la relación de una música y una diseñadora de moda.

## Elenco
- Michaela Coel como Sam
- Anne Hathaway
- Hunter Schafer como Hilda
- Kaia Gerber
- Jessica Brown Findlay
- Sian Clifford
- FKA Twigs
- Alba Bautista

## Producción
El proyecto se anunció por primera vez en marzo de 2023. David Lowery escribirá y dirigirá la película, y se anunció que Michaela Coel y Anne Hathaway también participarán en ella. La música estará compuesta por Daniel Hart, con canciones originales proporcionadas por los músicos Jack Antonoff y Charli XCX. En mayo, Hunter Schafer se unió al elenco. Se reveló que FKA Twigs tendrá un papel en la película en marzo de 2024.
El rodaje comenzó en Alemania en mayo de 2023. En julio, se le concedió a la producción una exención para continuar filmando durante la huelga SAG-AFTRA de 2023. El 20 de julio de 2024, Hathaway anunció que el rodaje acababa de finalizar.